# キムラグモ属
キムラグモ属 Heptathera は、クモ綱クモ目ハラフシグモ科に属するクモの分類群の一つである。キムラグモの発見に伴ってその属する群の名として立てられたが、現在では細分されている。

## 特徴
主な特徴はハラフシグモ科のそれに等しい。詳細はその項を参照されたい。
科の全体に通ずる特徴からはずれる本属の特徴として、糸疣が4対8個でなく、後ろ対内側の2つが癒合して一つになり、全部で糸疣が7個になっている点が挙げられる。このためにキムラグモはそれまでのハラフシグモ類から分けて新科新属とされた。その時点では、キムラグモ科にはキムラグモ属のみを含んでいた。
その後キムラグモ科とハラフシグモ科はハラフシグモ科に統合されてその下で亜科の位置に納まった。他方でキムラグモ属は、沖縄産のものについてオキナワキムラグモ属 Ryuthela が立てられ、さらに中国産のものが分けられて3つの新属が立てられた。つまり従来のキムラグモ科、現在のキムラグモ亜科のものは5属に分けられている。それらは、主に生殖器の構造をもって区別されている。
オキナワキムラグモ属との区別は以下の通り。
- 雌では貯精嚢が1対で、それぞれ2葉性であること。
- 雄では触肢付節が長くなく、幅とほぼ同大で、指示器を有する。

## 分布と分類
本属のものは全て日本産で、2019年現在20種が九州～沖縄本島までから記録されている。ただ、2019年に記載された12種（下記リストで和名のついていないもの）を認めることについては慎重な意見もある。形態はすべてほとんど同じで、正確な同定には雄では触肢器官の構造、雌では雌性生殖器の内部構造、特に受精嚢の構造によらなければならない。種名と分布域は以下の通り。順番は、おおよそ北から南に並べた。
Heptathera キムラグモ属
- H. kikuyai Ono, 1998 ブンゴキムラグモ：福岡県、熊本県、大分県、宮崎県
- H. kimurai  (Kishida, 1920)  キムラグモ：熊本県、大分県
- H. higoensis Haupt, 1983  ヒゴキムラグモ：熊本県～種子島北部　（H. yaginumaiヒュウガキムラグモと、H. nishikawaiヒトヨシキムラグモは、ヒゴキムラグモと同種とされた）[3][4]
- H. yakusimaensis Ono, 1998  ヤクシマキムラグモ：屋久島、種子島南部
- H. amamiensis Haupt, 1983  アマミキムラグモ：奄美大島
- H. sumiyo Xu, Ono, Kuntner, Liu and Li, 2019 ：奄美大島
- H. uken Xu, Ono, Kuntner, Liu and Li, 2019 ：奄美大島
- H. kanenoi Ono, 1998  トクノシマキムラグモ：徳之島
- H. kojima Xu, Ono, Kuntner, Liu and Li, 2019 ：徳之島
- H. aha Xu, Ono, Kuntner, Liu and Li, 2019  ：伊平屋島
- H. gayozan Xu, Ono, Kuntner, Liu and Li, 2019 ：伊平屋島
- H. kubayama Xu, Ono, Kuntner, Liu and Li, 2019 ：伊平屋島
- H. mae Xu, Ono, Kuntner, Liu and Li, 2019 ：伊平屋島
- H. yanbaruensis Haupt, 1983  ヤンバルキムラグモ：沖縄本島
- H. helios Tanikawa & Miyashita, 2014 クンジャンキムラグモ：沖縄本島
- H. crypta Xu, Ono, Kuntner, Liu and Li, 2019 ：沖縄本島
- H. otoha Xu, Ono, Kuntner, Liu and Li, 2019 ：沖縄本島
- H. unten Xu, Ono, Kuntner, Liu and Li, 2019 ：沖縄本島
- H. shuri Xu, Ono, Kuntner, Liu and Li, 2019 ：沖縄本島
- H. tokashiki Xu, Ono, Kuntner, Liu and Li, 2019 ：渡嘉敷島